# Francesc Salvador d'Àustria-Toscana
Francesc Salvador d'Àustria-Toscana (Altmünster, Alta Àustria, 21 d'agost de 1866 - Viena, 20 d'abril de 1939) fou Arxiduc d'Àustria, príncep de Bohèmia, d'Hongria i de Toscana amb el doble tractament d'altesa imperial i reial que es maridà en el si de la casa d'Àustria.
Era fill de l'arxiduc Carles Salvador d'Àustria-Toscana i de la princesa Immaculada de Borbó-Dues Sicílies. Francesc Salvador era net per via paterna del gran duc Leopold II de Toscana i de la princesa Antonieta de Borbó-Dues Sicílies; i per via materna ho era del rei Ferran II de les Dues Sicílies i de l'arxiduquessa Maria Teresa d'Àustria.
El dia 31 de juliol de 1890 contragué matrimoni a la localitat de Bad Ischl al Tirol amb l'arxiduquessa Maria Valèria d'Àustria, filla de l'emperador Francesc Josep I d'Àustria i de la duquessa Elisabet de Baviera. La parella tingué deu fills:
- SAI l'arxiduquessa Elisabet d'Àustria-Toscana, nascuda a Viena el 1892 i morta a Syrgenstein el 1930. Es casà amb el comte Georg von Waldburg-Zeil.
- SAI l'arxiduc Francesc d'Àustria-Toscana, nascut el 1893 a Lichtenegg i mort el 1918 al castell de Wallsee.
- SAI l'arxiduc Humbert Salvador d'Àustria-Toscana, nascut el 1894 a Lichtenegg i mort el 1971 a Persenburg. Es casà amb la princesa Rosa Maria de Salm-Salm.
- SAI l'arxiduquessa Hedwig d'Àustria-Toscana, nascuda el 1896 a Bad Ischl i morta el 1970 a Hall. Es casà amb el comte Bernard of Stolberg-Stolberg.
- SAI l'arxiduc Teodor Salvador d'Àustria-Toscana, nascut el 1899 al castell de Wallsee i mort el 1978 a Amstetten. Es casà amb la comtessa Maria Theresia von Waldburg zu Zeil und Trauchburg.
- SAI l'arxiduquessa Gertrudis d'Àustria-Toscana, nascuda el 1900 al castell de Wallsee i morta el 1962 a Wangen. Es casà amb el comte Georg von Waldburg-Zeil.
- SAI l'arxiduquessa Maria Elisabet d'Àustria-Toscana, nascuda el 1901 al castell de Wallsee i morta el 1936 a Innsbruck.
- SAI l'arxiduc Clement Salvador d'Àustria-Toscana, nascut el 1904 al castell de Wallsee i mort el 1974 a Salzburg. Es casà amb la comtessa Elizabeth de Miremont Resseguier.
- SAI l'arxiduquessa Matilde d'Àustria-Toscana, nascuda el 1906 a Bad Ischl i morta el 1991 a Hall. Es casà amb Ernest Hefel.
- SAI l'arxiduquessa Agnès d'Àustria-Toscana, nascuda el 1911 a Bad Ischl i morta el mateix dia.

Després de la caiguda de l'Imperi Austrohongarès arran de la derrota militar de la Primera Guerra Mundial, Francesc Salvador i la seva muller perderen la major part de la seva fortuna personal i esdevingueren simples ciutadans de la república d'Àustria. Des del mateix 1918, Maria Valèria i Francesc Salvador iniciaren una batalla legal per tal de recuperar part de les possessions particulars de l'emperador.
Maria Valèria morí el 1924. El dia 28 d'abril de 1934 contragué de nou núpcies, aquesta vegada a Viena amb la baronessa Melanie von Riesenfels amb qui no tingué descendència. Francesc Salvador morí a l'edat de 73 anys.